# Muzeum Przyrodnicze Świętokrzyskiego Parku Narodowego na Świętym Krzyżu
Muzeum Przyrodnicze Świętokrzyskiego Parku Narodowego na Świętym Krzyżu – muzeum, działające w ramach Świętokrzyskiego Parku Narodowego. Siedziba muzeum znajduje się na Świętym Krzyżu (Łysa Góra) (594 m n.p.m.) w granicach administracyjnych Nowej Słupi.

## Historia
Placówka mieści się w budynku, należącego w przeszłości do zespołu zabudowań opactwa benedyktynów na Łysej Górze. Został on przejęty przez Park Narodowy w 1950 roku. W 1972 roku urządzono tu pierwszą ekspozycję, która funkcjonowała do 2009 roku. Wówczas przystąpiono do rozmontowania starej wystawy, celem urządzenia nowej – nowoczesnej i multimedialnej. W tej formie zbiory muzeum zostały udostępnione od dnia 1 grudnia 2010 roku.
Na ekspozycję muzealną składają się eksponaty związane z terenem Gór Świętokrzystkich i obejmujące ich faunę i florę (także tę prehistoryczną), geologię, hydrologię, klimat oraz zagadnienia ochrony środowiska. Zaprezentowana jest również historia osadnictwa ludzkiego na tych terenach oraz rozwoju przemysłu, w szczególności hutnictwa żelaza i szkła.
Muzeum jest obiektem całorocznym, z wyjątkiem świąt. Wstęp jest płatny.

## Piesze szlaki turystyczne
- Główny Szlak Świętokrzyski im. Edmunda Massalskiego na odcinku: Święta Katarzyna - Łysica - Przełęcz świętego Mikołaja - Kakonin - Przełęcz Hucka (Huta Szklana) - Łysa Góra - Trzcianka - Kobyla Góra - Paprocice
- Niebieski szlak turystyczny Święty Krzyż - Pętkowice na odcinku: Łysa Góra - Nowa Słupia - Grzegorzowice - Pokrzywianka - Włochy - Pokrzywnica - Kałków